# گراهام سیرز
گراهام سیرز (انگلیسی: Graham Seers؛ زادهٔ ۲ سپتامبر ۱۹۵۸) دوچرخه‌سوار اهل استرالیا است. وی در بازی‌های المپیک تابستانی ۱۹۸۰ شرکت کرده است.